# 셜록 홈즈의 회상록

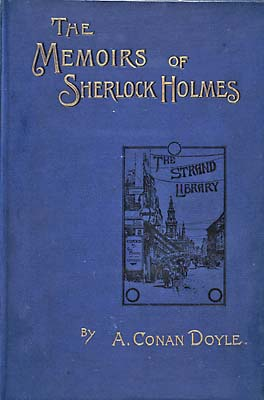
《셜록 홈즈의 회상록》 표지

《셜록 홈즈의 회상록》(The Memoirs of Sherlock Holmes)은 아서 코넌 도일이 쓴 셜록 홈즈의 단편 소설 모음집이다. 이 작품은 1894년에 처음으로 출판되었다.

## 내용
12편의 단편(미국판은 11편)은 다음과 같다:
- 《실버 블레이즈》 (Silver Blaze)
- 《소포 상자》 (The Adventure of the Cardboard Box, 미국판에는 《마지막 인사》에 수록되어 있다.)
- 《노란 얼굴》 (The Adventure of the Yellow Face)
- 《증권 거래소 직원》 (The Adventure of the Stockbroker's Clerk|The Stockbroker's Clerk)
- 《글로리아 스콧 호》 (The Adventure of the Gloria Scott)
- 《머즈그레이브 전례문》 (The Adventure of the Musgrave Ritual)
- 《라이기트의 수수께끼》 (The Adventure of the Reigate Squire)
- 《꼽추 사내》 (The Adventure of the Crooked Man)
- 《장기 입원 환자》 (The Adventure of the Resident Patient)
- 《그리스어 통역관》 (The Adventure of the Greek Interpreter)
- 《해군 조약문》 (The Adventure of the Naval Treaty)
- 《마지막 사건》 (The Adventure of the Final Problem)

12편의 단편은 스트랜드 잡지(Strand Magazine)에 발표되었지만, 《셜록 홈즈의 회상록》의 런던 초판에는 《소포 상자》는 수록되지 않았다. 미국 초판에는 《소포 상자》가 수록되었다가 재판에서는 빠졌다.
《소포 상자》가 빠진 이유는 명확하지 않다. 영국에서는 코넌 도일의 요청으로 삭제된 것으로 보인다. 이 작품은 간통을 담고 있어서 청소년에게는 부적합하기 때문이었다. 이 때문에 미국판에서도 빠졌고, 다른 의견으로는 이 작품의 내용이 미국인에게 너무 수치스럽다고 생각한 출판사가 뺐다는 설도 있다.
결과적으로 《소포 상자》는 한동안 미국에서 출판되지 못하다가 《마지막 인사》에 수록되었다. 오늘날까지 대부분의 미국 출판사들은 《소포 상자》를 《마지막 인사》에 포함시키고 있는 반면, 영국 출판사들은 최초에 발간된대로 《셜록 홈즈의 회상록》에 수록하고 있다.